# بدوي عبد الفتاح
بدوي عبد الفتاح  لاعب كرة قدم مصري سابق.

## مسيرته
ولد عبد الفتاح في الثالث من أكتوبر 1940 في القاهرة وبدأ مشواره مع الكرة ناشئا في نادي الإسماعيلي قبل ان ينضم لنادي الترسانة عام 1957.
يُعد هدفا عبد الفتاح في مرمى بنفيكا البرتغالي من أشهر اهدافه. فقد استعان نادي الأهلي المصري باللاعب في 1962 ليلعب في صفوفه أمام بنفيكا بطل أوروبا في ذلك الوقت وتألق عبد الفتاح وأحرز هدفين وفاز الاهلي 3-2.
واختير عبد الفتاح لاعبا بمنتخب مصر عام 1960 وشارك في عدد كبير من مباريات المنتخب المصري ما بين 1960 و1966.
وشارك في كأس الأمم الأفريقية لكرة القدم 1962 والتي نظمتها أثيوبيا وحصلت فيها مصر على المركز الثاني وحصل الكابتن بدوى عبد الفتاح على لقب هداف البطولة برصيد 3 اهداف مناصفة مع الاثيوبى ونجيستو ووركو
وفي 1969 انتقل عبد الفتاح ليلعب بالنادي الأولمبي السكندري وليختتم مشواره الكروي به قبل ان يعتزل في 1972 ليتفرغ للتدريب.
ومن المواقف الشهيرة له اثناء لعبه لنادى الترسانة في بداية الستينيات من القرن الماضي كان يلتقى الترسانة مع السويس بملعب السويس، وبينما المباراة أوشكت على الانتهاء والنتيجة التعادل بدون أهداف إذا ببدوى عبد الفتاح نجم مصر الدولى الأسبق ولاعب الترسانة يسدد كرة قوية تسكن الشباك من الخارج غير أن الأمر التبس على الحكم الدولى مصطفى كامل منصور الذي احتسب الهدف، وأنهى المباراة بعدها مباشرة.
وعقب اطلاق صافرة النهاية التقى به أمين الإسناوى كابتن السويس الذي أستشهد ببدوى عبد الفتاح نفسه ليؤكد عدم صحة الهدف وإذا ببدوى يؤكد أن الكرة لم تدخل المرمى بل انها احتضنت الشباك من الخارج.
ويقول على عبد الرحمن إن محافظ القاهرة وقتها اللواء صلاح الدسوقى والذي كان يرأس النادى الأهلى في تلك الأثناء أهدى بدوى عبد الفتاح سلسلة مفاتيح ذهبية تقديرا لأمانته، وتولى على عبد الرحمن تقديمها بنفسه.
عمل عبد الفتاح مديرا فنيا لعدد من الاندية المصرية والعربية منها الأولمبي السكندري والترسانة والمقاولون العرب والمريخ السوداني كما عمل مديرا فنيا لمنتخب مصر العسكري.

## وفاته
توفي في يونيو 2007.

## روابط خارجية
- بدوي عبد الفتاح على موقع قاعدة بيانات كرة القدم.إي يو (الإنجليزية)
- بدوي عبد الفتاح على موقع اللجنة الأولمبية الدولية (الإنجليزية)
- بدوي عبد الفتاح على موقع أوليمبيديا (الإنجليزية)